# 龍珠 (食物)

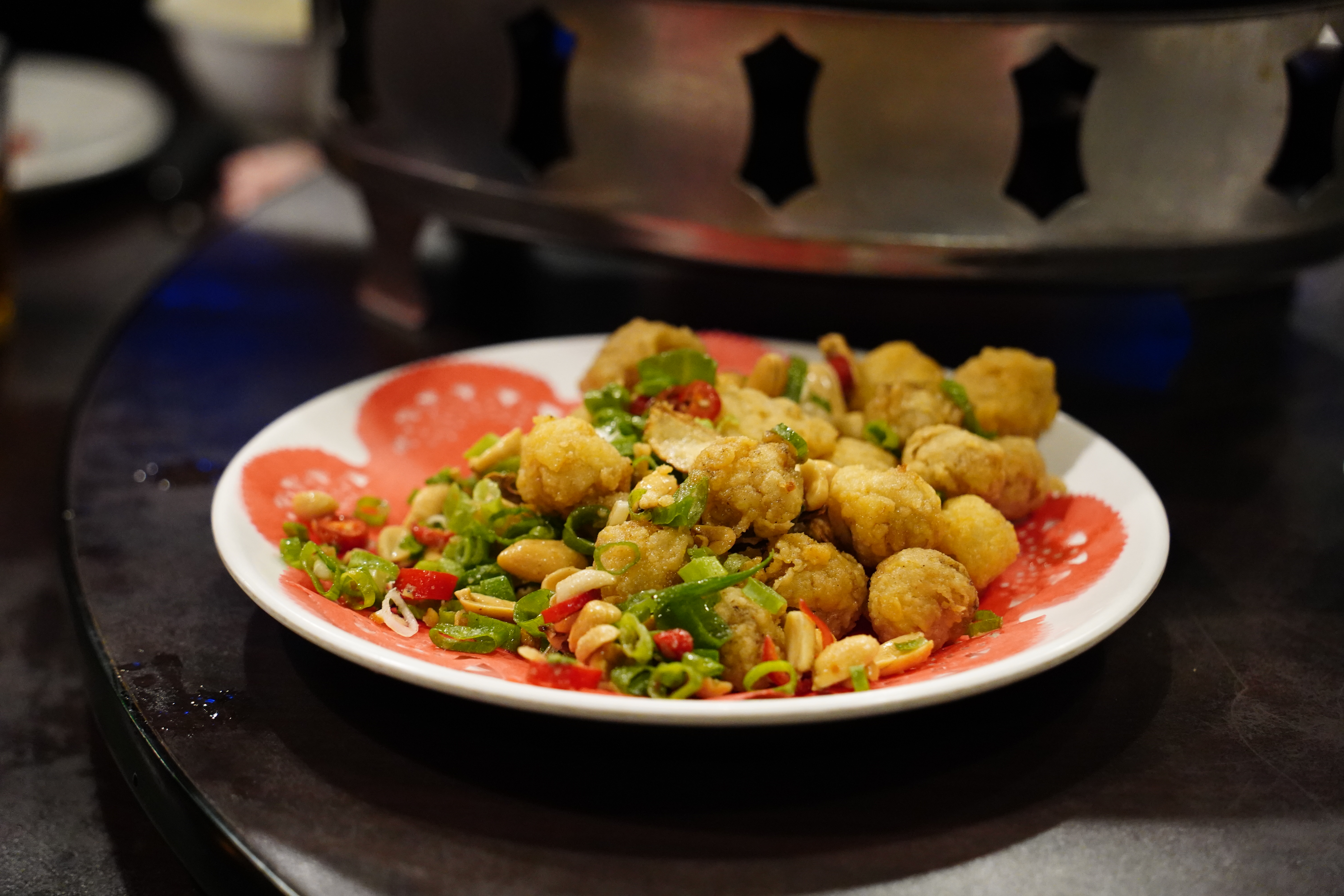
鹽酥龍珠

龍珠是將魷魚等頭足綱動物的口部切下製成的料理，早期被視為廢棄物，在割除後便丟棄，後來有攤商將龍珠入菜，可油炸或煮湯羹。流行於台灣。自1990年代起，台灣雲林、嘉義地區開始嚐鮮食用。 再經過電視台飲食節目採訪報導，全台夜市普遍可見。